# بربادوس 4-2 غرينادا
في 27 يناير 1994، لعب منتخبا كرة القدم الوطنيان لبربادوس وغرينادا ضد بعضهما البعض كجزء من الجولة التأهيلية لكأس الكاريبي 1994. فازت باربادوس 4-2 في الوقت الإضافي. وفي الدقائق الأخيرة من الوقت الأصلي، حاول كلا الفريقين تسجيل أهداف ذاتية. وقد وصفت النتيجة بأنها "واحدة من أغرب المباريات على الإطلاق".
في كأس الكاريبي لعام 1994، طبق منظمو البطولة نسخة معدلة من قاعدة الهدف الذهبي، بحيث أنّ الهدف الأول الذي يتم تسجيله في الوقت الإضافي لم يكن يعني الفوز بالمباراة فحسب، بل يُحتسب أيضًا كهدفين. كان لزاما على باربادوس الفوز بالمباراة بفارق هدفين على الأقل للتأهل إلى النهائي على حساب غرينادا. تقدمت باربادوس في المباراة بنتيجة 2-0 حتى سجلت غرينادا هدفًا في الدقيقة 83، لتصبح النتيجة 2-1. ثم سجلت باربادوس هدفًا ذاتيًا عمدًا، مما أدى إلى تعادل المباراة 2-2، لإجبار الفريقين على اللعب في الوقت الإضافي حتى يتمكنوا من الاستفادة من قاعدة الهدف الذهبي لتحقيق فارق الهدفين المطلوب. وأدى ذلك إلى وضع غير عادي، إذ حاول منتخب غرينادا خلال الدقائق الثلاث الأخيرة من المباراة إحراز الهدفين. كانت أي نتيجة (3-2 بالنقاط، أو 2-3 بفارق الأهداف) كفيلة بتأهلهم إلى النهائيات، بينما كان على باربادوس الدفاع عن كلا الهدفين. وفي نهاية المطاف، نجح منتخب باربادوس في منع غرينادا من التسجيل، ما أدى إلى خوض وقت إضافي. وسجلت باربادوس بعد ذلك الهدف الذهبي لتفوز بالمباراة.
وانتقد مدرب غرينادا جيمس كلاركسون نتيجة المباراة، حيث اعتبر أن فريقه مُنع بشكل غير عادل من التقدم إلى النهائيات. ومع ذلك، ونظراً لعدم انتهاك القواعد غير العادية للبطولة، فقد برّأ الاتحاد الدولي لكرة القدم (الفيفا) باربادوس من ارتكاب أي مخالفات.

## خلفية
كانت بطولة كأس الكاريبي 1994 النسخة الخامسة من بطولة كأس الكاريبي، وأقيمت في ترينيداد وتوباغو. أُجريت التصفيات في مواقع أخرى مختلفة حول منطقة البحر الكاريبي في أوائل عام 1994. في ذلك الوقت، كانت الفيفا تختبر الاختلافات في قواعد البطولة، وقرّر منظمو البطولة أن أي مباريات تنتهي بالتعادل في نهاية 90 دقيقة العادية ستذهب إلى الوقت الإضافي، والذي سيتضمن هدفًا ذهبيًا، وإذا تم تسجيله، فسيكون بقيمة هدفين. أوقعت قرعة البطولة منتخبات بربادوس وغرينادا وبورتوريكو في المجموعة الأولى، وفي 23 يناير انطلقت منافسات البطولة بنظام الدوري من دور واحد في باربادوس، حيث خسر الفريق المضيف 0-1 أمام بورتوريكو. وبعد يومين، تغلبت غرينادا على بورتوريكو 2-0 بعد الهدف الذهبي في الوقت الإضافي. وضع هذا غرينادا في صدارة المجموعة بثلاث نقاط وفارق أهداف +2. وهكذا، فإن الطريقة الوحيدة التي يمكن لبربادوس من خلالها التقدم إلى المباراة النهائية هي إذا تمكنت من الفوز على غرينادا بفارق هدفين على الأقل.
قبل المباراة كان الترتيب على النحو التالي:
| الفريق    | لعب | ف | خ | أ.له | أ.ع | أ.ف | نقاط |
| --------- | --- | - | - | ---- | --- | --- | ---- |
| غرينادا   | 1   | 1 | 0 | 2    | 0   | +2  | 3    |
| بورتوريكو | 2   | 1 | 1 | 1    | 2   | −1  | 3    |
| باربادوس  | 1   | 0 | 1 | 0    | 1   | −1  | 0    |

| باربادوس | 0–1 | بورتوريكو |
| -------- | --- | --------- |
|          |     |           |

| غرينادا | 2–0 (ب.و.إ.) | بورتوريكو |
| ------- | ------------ | --------- |
|         |              |           |

## المباراة
أقيمت المباراة على ملعب بربادوس الوطني في سانت مايكل.
بدأت المباراة بشكل روتيني وسجلت باربادوس الهدفين الأوّلين، لتؤكد بذلك فارق الهدفين الذي كانت تحتاج إليه. في الدقيقة 83، تغيرت المباراة عندما سجلت غرينادا هدفاً، وهو ما سيحمل غرينادا إلى النهائيات ما لم تتمكن باربادوس من التسجيل مرة أخرى.
حاولت باربادوس إحراز هدفٍ في الدقائق التالية، لكن مع نفاد الوقت، لجأت إلى استراتيجية مختلفة، وهي التعادل في المباراة حتى تتمكن من محاولة تحقيق فارق الهدفين من خلال الهدف الذهبي في الوقت الإضافي. وفي الدقيقة 87، توقف الهجوم، وتبادل مدافع باربادوس تيري سيلي وحارس المرمى هوراس ستاوت الكرة فيما بينهما قبل أن يسجل سيلي هدفا ذاتيا في مرماه ليعادل النتيجة 2-2.
مع تبقي ثلاث دقائق فقط على نهاية الوقت الأصلي، أدرك لاعبو غرينادا خطة باربادوس، واكتشفوا أنهم سيتأهلون إلى البطولة إذا سجلوا هدفًا في أي من المرميين، حيث أنهم سيتأهلون إلى النهائيات حتى في حالة خسارتهم بهدف واحد. انتهى الوقت الأصلي بطريقة غير معتادة، حيث حاول فريق غرينادا تسجيل هدف في كلا المرميين، بينما حاول فريق باربادوس الدفاع عن كلا المرميين. وخلال الدقائق الثلاث التالية، نجح لاعبو باربادوس في الدفاع عن كلا الجانبين.
وبعد مرور 90 دقيقة والنتيجة لا تزال متعادلة 2-2، انتقلت المباراة إلى الوقت الإضافي، حيث سيُحسب "الهدف الذهبي" الفائز بهدفين. وبالتالي، كان على باربادوس تسجيل هدف واحد فقط للتأهل إلى كأس الكاريبي لعام 1994. وسجل تريفور ثورن هدف الفوز لصالح باربادوس، مما جعل النتيجة النهائية 4-2، وتأهل المنتخب إلى الدور التالي.
وكان الجدول النهائي كالآتي:
| الفريق    | لعب | ف | خ | أ.له | أ.ع | أ.ف | نقاط |
| --------- | --- | - | - | ---- | --- | --- | ---- |
| باربادوس  | 2   | 1 | 1 | 4    | 3   | +1  | 3    |
| غرينادا   | 2   | 1 | 1 | 4    | 4   | 0   | 3    |
| بورتوريكو | 2   | 1 | 1 | 1    | 2   | −1  | 3    |

## ردود الفعل
لم تحظَ المباراة باهتمام كبير، رغم نشر تقارير عنها في المملكة المتحدة في صحيفتي الغارديان وذا تايمز. وقد وردت القصة لاحقًا في كتاب "قانون الرياضية" (Sports Law) لصادر عام 2005. ربما ساهم قلة الاهتمام الفوري بالموضوع في تحويل المباراة إلى ما يشبه الأسطورة الحضرية في عالم الرياضة.
وفي مؤتمر صحفي بعد المباراة، قال مدرب غرينادا جيمس كلاركسون:
أشعر بالخداع. لا بد أن الشخص الذي ابتكر هذه القواعد مرشح لدخول مستشفى للأمراض العقلية... لا ينبغي أبدًا أن تُلعب المباراة بوجود هذا العدد الكبير من اللاعبين الذين يركضون في الملعب في حيرة من أمرهم. لم يكن لاعبونا يعرفون حتى في أي اتجاه يجب أن يهاجموا، هل مرمانا أم مرماهم. لم أرَ شيئًا كهذا من قبل. في كرة القدم، يُفترض أن تسجل في مرمى الخصوم للفوز، وليس لصالحهم.
تم استخدام قاعدة الهدف الذهبي المزدوج خمس مرات خلال التصفيات في عام 1994، وألغى منظمو كأس الكاريبي القاعدة بعد البطولة. على الرغم من أن الهدف العكسي الذي سجله لاعبو باربادوس كان غير تقليدي إلى حد كبير، إلا أن الاتحاد الدولي لكرة القدم قرر عدم معاقبة الفريق لأنه كان يلعب على النحو الأمثل وفقًا للظروف.

## بعد المباراة
واصلت باربادوس تحقيق المركز الثالث في المجموعة الأولى من كأس الكاريبي 1994 بعد تعادلها مع غوادلوب ودومينيكا، وخسارتها أمام الفريق المضيف ترينيداد وتوباغو، الذي فاز بالبطولة.
| الفريق           | لعب | ف | ت | خ | أ.له | أ.ع | أ.ف | نقاط |
| ---------------- | --- | - | - | - | ---- | --- | --- | ---- |
| ترينيداد وتوباغو | 3   | 2 | 1 | 0 | 7    | 0   | +7  | 7    |
| غوادلوب          | 3   | 1 | 2 | 0 | 7    | 2   | +5  | 5    |
| باربادوس         | 3   | 0 | 2 | 1 | 3    | 5   | −2  | 2    |
| دومينيكا         | 3   | 0 | 1 | 2 | 1    | 11  | −10 | 1    |

| باربادوس | 1–1 | دومينيكا |
| -------- | --- | -------- |
|          |     |          |

| ترينيداد وتوباغو | 2–0 | باربادوس |
| ---------------- | --- | -------- |
|                  |     |          |

| غوادلوب | 2–2 | باربادوس |
| ------- | --- | -------- |
|         |     |          |